# Canarsie – Rockaway Parkway (métro de New York)
Canarsie – Rockaway Parkway est une station du métro de New York située dans le quartier de Canarsie, à Brooklyn. Elle constitue le terminus de la BMT Canarsie Line, issue de l'ancien réseau de la Brooklyn-Manhattan Transit Corporation (BMT). Sur la base de la fréquentation, la station figurait au 121e rang sur 421 en 2012.
Elle sert de terminus à un unique service : les métros L y transitent 24/7.